# Llíber
Llíber község Spanyolországban, Alicante tartományban. Lakosainak száma 905 fő (2024). Llíber Alcalalí, Benissa, Gata de Gorgos, Pedreguer, Senija és Jalón községekkel határos.

## Népesség
A település lakosságának változását az alábbi diagram mutatja:
| Lakosok száma | 533  | 837  | 950  | 1057 | 1070 | 1080 | 1110 | 935  | 883  | 905  |
|               | 2001 | 2004 | 2006 | 2009 | 2011 | 2014 | 2016 | 2019 | 2021 | 2024 |